# Triple saut féminin à la Ligue de diamant 2010
Navigation
2011
Le concours du triple saut féminin de la Ligue de Diamant 2010 s'est déroulé du 23 mai au 27 août 2010. La compétition a successivement fait étape à Shanghai, Rome, Eugene, Lausanne, Monaco et Londres, la finale se déroulant à Bruxelles. L'épreuve est remportée par la Cubaine Yargelis Savigne, qui devance la Kazakhe Olga Rypakova au nombre de meetings remportés.

## Calendrier
| Date            | Meeting                    | Ville     | Pays        |
| --------------- | -------------------------- | --------- | ----------- |
| 23 mai 2010     | Shanghai Golden Grand Prix | Shanghai  | Chine       |
| 10 juin 2010    | Golden Gala                | Rome      | Italie      |
| 3 juillet 2010  | Prefontaine Classic        | Eugene    | États-Unis  |
| 8 juillet 2010  | Athletissima               | Lausanne  | Suisse      |
| 22 juillet 2010 | Meeting Herculis           | Monaco    | Monaco      |
| 14 août 2010    | Aviva London Grand Prix    | Londres   | Royaume-Uni |
| 27 août 2010    | Mémorial Van Damme         | Bruxelles | Belgique    |

## Résultats
| Date | Meeting   | 1er                           | 1er   | 2e                       | 2e    | 3e                          | 3e    |
| --- | --------- | ----------------------------- | ----- | ------------------------ | ----- | --------------------------- | ----- |
| 23 mai 2010 | Shanghai  | Olga Rypakova 14,89 m (WL)    | 4 pts | Yargelis Savigne 14,61 m | 2 pts | Anna Pyatykh 13,94 m        | 1 pt  |
| 10 juin 2010 | Rome      | Yargelis Savigne 14,74 m (SB) | 4 pts | Olga Rypakova 14,74 m    | 2 pts | Olha Saladukha 14,44 m      | 1 pt  |
| 3 juillet 2010 | Eugene    | Nadezhda Alekhina 14,62 m     | 4 pts | Olga Rypakova 14,45 m    | 2 pts | Erica McLain 14,33 m (PB)   | 1 pt  |
| 8 juillet 2010 | Lausanne  | Yargelis Savigne 14,99 m (WL) | 4 pts | Olga Rypakova 14,60 m    | 2 pts | Svetlana Bolshakova 14,43 m | 1 pt  |
| 22 juillet 2010 | Monaco    | Yargelis Savigne 15,09 m (WL) | 4 pts | Olga Rypakova 14,78 m    | 2 pts | Anna Pyatykh 14,43 m        | 1 pt  |
| 14 août 2010 | Londres   | Yargelis Savigne 14,86 m      | 4 pts | Olga Rypakova 14,74 m    | 2 pts | Olha Saladukha 14,40 m      | 1 pt  |
| 27 août 2010 | Bruxelles | Olga Rypakova 14,80 m         | 8 pts | Yargelis Savigne 14,56 m | 4 pts | Olha Saladukha 14,38 m      | 2 pts |
| Records et Performances - AR : Record continental (area record) - CR : Record des championnats (championship record) - MR : Record du meeting (meet record) - NR : Record national (national record) - OR : Record olympique (olympic record) - PR : Record paralympique (paralympic record) - PB : Record personnel (personal best) - SB : Meilleure performance personnelle de la saison (season's best) - WL : Meilleure performance mondiale de l'année (world leader) - WJR : Record du monde junior (world junior record) - WR : Record du monde (world record) Circonstances et Conditions - DNF : N'a pas terminé (did not finish) - DNS : N'a pas pris le départ (did not start) - DQ : Disqualification (disqualification) - NM : Aucun essai valable enregistré (No Mark) - Q : Qualifié « directement » au prochain tour (ou à la prochaine compétition), lors d'une compétition majeure, grâce au classement ou à la réalisation des minima (automatic qualifier) - q : Qualifié au prochain tour (ou à la prochaine compétition), lors d'une compétition majeure, grâce au repêchage ou à la réalisation de l'une des meilleures performances parmi celles des « non qualifiés directement » (grâce au meilleur temps ou à la meilleure distance par exemple) (secondary qualifier) |           |                               |       |                          |       |                             |       |

## Classement général
| Rang | Athlète             | Points |
| ---- | ------------------- | ------ |
| 1    | Yargelis Savigne    | 22     |
| 2    | Olga Rypakova       | 22     |
| 3    | Nadezhda Alekhina   | 4      |
| 4    | Olha Saladukha      | 4      |
| 5    | Anna Pyatykh        | 2      |
| 6    | Svetlana Bolshakova | 1      |